# Nanorana pleskei
Espèce
Synonymes
- Rana pleskei (Günther, 1896)
- Montorana ahli Vogt, 1924

Statut de conservation UICN

 NT  : Quasi menacé
Nanorana pleskei est une espèce d'amphibiens de la famille des Dicroglossidae.

## Répartition
Cette espèce se rencontre en Chine, dans le nord-ouest du Yunan, dans l'ouest du Sichuan, au Qinghai et dans le sud-est du Gansu  et au Bhoutan entre 3 300 et 4 500 m d'altitude.

## Étymologie
Cette espèce est nommée en l'honneur de Fedor Dimitrievich Pleske (1858–1932).

## Publication originale
- Günther, 1896 : Report on the collections of reptiles, batrachians and fishes made by Messrs Potanin and Berezowski in the Chinese provinces Kansu and Sze-chuen. Annuaire du Musée Zoologique de l'Académie Impériale des Sciences de Saint-Pétersbourg, vol. 1, p. 199-219.